# Ottilia av Alsace

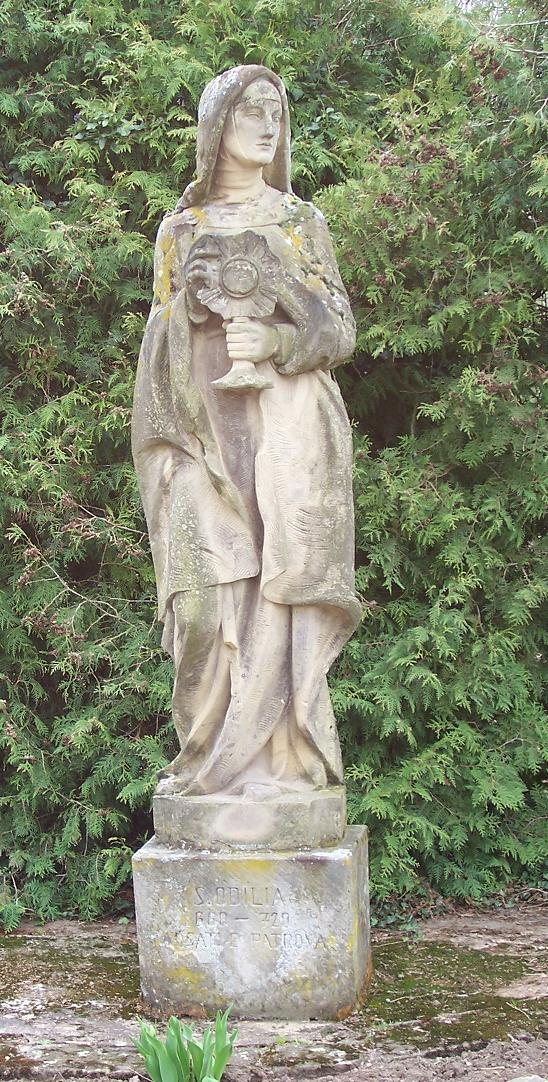
Staty som föreställer Ottilia, i Avolsheim i Alsace.

Sankta Ottilia av Alsace, också känd som Odilia, född cirka 662, död 720 vid Mont Sainte-Odile, är ett helgon i katolska kyrkan och ortodoxa kyrkan. Hennes festdag är 13 december. Hon är skyddshelgon för ögonsyn och för Alsace.
Ottilia lär ha varit blind vid födseln och därför förskjutits av sin far, men vid dopet ha fått synförmåga. Till minne av denna senare lyckliga händelse är hennes attribut i bildframställningar två ögon, som hon bär på en bok eller en liten duk. På fäderneslottet Hohenburg i Vogeserna grundade hon ett kloster där det finns vallfärdskyrka och ett kapell med många reliker av helgonet. Vid foten av Hohenburg ligger den undergörande Odilienquelle, som sägs återge blinda deras syn.